# 510045 Vincematteo
510045 Vincematteo è un asteroide della fascia principale. Scoperto nel 2010, presenta un'orbita caratterizzata da un semiasse maggiore pari a 2,6715203 au e da un'eccentricità di 0,2130795, inclinata di 6,80632° rispetto all'eclittica.